# وارد كيمبل
وارد كيمبل (بالإنجليزية: Ward Kimball)‏ هو قائد فرقة ‏ وكاتب سيناريو ومخرج أمريكي، ولد في 4 مارس 1914 في منيابولس في الولايات المتحدة، وتوفي في 8 يوليو 2002 في لوس أنجلوس في الولايات المتحدة بسبب ذات الرئة.

## وصلات خارجية
- وارد كيمبل على موقع IMDb (الإنجليزية)
- وارد كيمبل على موقع ميوزك برينز (الإنجليزية)
- وارد كيمبل على موقع ديسكوغز (الإنجليزية)
- وارد كيمبل على موقع قاعدة بيانات الفيلم (الإنجليزية)
- وارد كيمبل على موقع ليتربوكسد (الإنجليزية)